# Björn Wiegers
Björn Wiegers (* 15. März 1982 in Ahlen) ist ein ehemaliger deutscher Handballspieler, der bei der ASV Hamm-Westfalen in der 2. Bundesliga spielte.

## Karriere
Björn Wiegers gehörte seit seinem elften Lebensjahr zu den Nachwuchsmannschaften der Ahlener SG. Er wechselte zu den Senioren und avancierte zum Publikumsliebling des Teams in der 2. Bundesliga.
Im Jahr 2010 unterschrieb er seinen ersten Vertrag als Vollprofi bei der HSG Ahlen-Hamm.
Nach dem Abstieg und der Auflösung der Spielvereinigung im Jahr 2011 gehört er dem Zweitligakader der ASV Hamm-Westfalen an.
Zum Saisonende 2012 eigentlich schon bei der ASV als Abgang feststehend, verlängerte der angehende Deutschlehrer seinen Vertrag beim ASV Hamm überraschend um ein weiteres Jahr.
Wiegers und seine Lebensgefährtin Tessa Cocx, die ebenfalls professionelle Handballspielerin war, trennten sich Ende 2012. 
Am 14. März 2013 gab der ASV Hamm-Westfalen bekannt, dass Wiegers seinen Vertrag um zwei weitere Jahre bis Sommer 2015 verlängert hat. Ab der Saison 2015/16 trat Wiegers handballerisch etwas kürzer um mehr Zeit in seine junge Familie und einen Beruf nach dem Handball zu investieren. Hierfür wechselte der gebürtige Ahlener zurück zu seinem Jugendverein Ahlener SG, wo er mit seinem Bruder Kevin Wiegers zusammen in der Oberliga spielte. Am 21. September 2018 zog sich Wiegers in einem Pflichtspiel eine schwere Knieverletzung zu, woraufhin er seine Karriere beenden musste.

## Kurioses
Die Anhänger von Björn Wiegers unterstützten ihn in der Halle in Bezugnahme auf sein Äußeres stets mit blonder Perücke und schwarzem Stirnband.